# Aktivan, pasivan i univerzalan
U ljudskoj seksualnosti, termini aktivan, pasivan i univerzalan (skraćeno: akt, pas i uni) opisuju seksualne pozicije tokom seksualne aktivnosti, uglavnom između dva muškarca. Aktivna je uglavnom osoba koja penetrira, a pasivna je osoba koja biva penetrirana, dok univerzalna osoba učestvuje u obe aktivnosti. Ovi termini mogu biti elementi samoidentifikacije kojima osoba ukazuje svoju uobičajenu preferenciju, ali mogu i opisivati šire seksualne identitete.
Termini aktivan, pasivan i univerzalan se takođe koriste i u BDSM-u da opišu razne druge identitete i ponašanja.

## Aktivan
Aktivnom se obično naziva osoba koja ima penetrativnu ulogu tokom seksa. Za muškarce koji imaju seks sa muškarcima (MSM), ovo uglavnom podrazumeva penetraciju penisom tokom analnog ili oralnog seksa. U govoru se koristi i skraćenica akt, kao i reč aktivac. Termin aktivan može opisati i širi lični identitet koji označava dominantnog partnera u romantičnoj ili seksualnoj vezi; ipak, ova odredba nije neophodan element identiteta aktivne osobe.

## Pasivan
Pasivnim se naziva receptivni partner tokom seksualne penetracije. Uglavnom se odnosi na MSM koji bivaju oralno ili analno penetrirani tokom seksualnog odnosa. U žargonu se koristi i skraćenica pas, kao i reč pasivac. Termin pasivuša generalno se smatra uvredljivim.

## Univerzalan
Univerzalna osoba je ona koja uživa i u aktivnoj i u pasivnoj ulozi tokom seksualnog odnosa.

Neki smatraju i da je univerzalnost ne samo seksualna uloga, nego i životni stil. Univerzalnost, po njima, nije ograničena samo na seksualno ponašanje, nego i na jednaku podelu obaveza i odgovornosti u vezi. 
Recipročni scenario, u kom se oba muškarca smenjuju u jebanju jedan drugog, često se upražnjava kao proslavljanje jednakosti. Šta ovaj scenario razlikuje od ostalih je upravo univerzalnost učesnika. Univerzalnost je jedinstvena i bitna odlika muškog analnog seksa. Neki je smatraju oslobađajućom; ... Univerzalnost za njih je poput govorenja dva jezika. Zahteva posebnu vrstu razigranosti, kreativnosti, znatiželje i koordinacije.

— Stiven G. Andervud, Gej muškarci i analni eroticizam: aktivni, pasivni i univerzalni, Harington Park Pres, 2003
MSM u svom predstavljanju koriste i termine poput uni-akt ili uni-pas, koji označavaju da je osoba univerzalna u seksualnom odnosu, ali u većoj ili manjoj meri preferira aktivnu ili pasivnu ulogu.

## Pojašnjenje razlike između seksualne uloge i fizičke aktivnosti
U nekim seksualnim aktivnostima partner koji penetrira može biti manje fizički aktivan od partnera koji biva penetriran. Ipak, pošto se termini aktivan, pasivan i univerzalan odnose isključivo na penetrativnu ulogu, bez obzira na fizičku aktivnost partnera tokom seksa, i dalje se smatra da je partner koji penetrira - aktivan, a partner koji biva penetriran - pasivan.

## Prevalenca
Još uvek nema naučnih studija koje ukazuju na to koji postotak MSM populacije preferira ove uloge. Popularno mišljenje je da većina MSM preferira pasivnu ulogu, te da su aktivni muškarci u manjini. Podaci sa sajta gay.com, na osnovu 55.464 profila korisnika iz SAD, pokazali su da se 26,46% korisnika izjasnilo da preferira aktivnu, 31,92% pasivnu, a 41,62% univerzalnu ulogu.

## Literatura
- Underwood, Steven Gregory (2003). Gay Men and Anal Eroticism: Tops, Bottoms, and Versatiles (на језику: енглески). Psychology Press. ISBN 9781560233756.
- Easton, Dossie; Hardy, Janet W. (2003). The New Topping Book. Greenery Press. ISBN 978-1-890159-36-8.
- Person, Ethel S. / Terestman, Nettie / Myers, Wayne A. / Goldberg, Eugene L. / Salvadori, Carol: Gender differences in sexual behaviors and fantasies in a college population, 1989, erschienen in: Journal of Sex and Marital Therapy, . 15 (3). 1989. Недостаје или је празан параметар |title= (помоћ), P. 187–198
- Janus, Samuel S. / Janus, Cynthia L., 1993 The Janus Report on Sexual Behavior, Wiley, New York
- Charles Moser, in Journal of Social Work and Human Sexuality 1988, (7;1, P.43–56)